# X JAPAN歷史年表
以下是日本搖滾樂團X Japan的歷史年表

## X的前身（1978年－1981年）
1978年，由日本千葉縣館山市立北條小學的六年級學生YOSHIKI（團長）及TOSHI（吉他）和幾個同學組成了名為「DYNAMITE」的樂團，主要是翻唱「披頭四」及「kiss合唱團」的作品和一些歌謠。這是他們的第一支樂團，也是「X」的前身。
1979年，YOSHIKI等人升上館山市立第二中學，「DYNAMITE」更換新主唱，YOSHIKI將團名改為「NOISE」。
1980年「NOISE」在畢業生歡送會首次登台表演，獲得全校學生熱烈回應。之後由於學校人數過多被迫轉學，「NOISE」成員被打散，TOSHI開始擔任主唱。一開始只是平凡的學生樂團，但在從小就學習鋼琴與鼓的YOSHIKI的率領之下，是以成為一流的搖滾樂團為目標而努力著。他們開始在市民中心等地方舉行小型演唱會。。
1981年YOSHIKI和TOSHI升上千葉縣立安房高中，「NOISE」再次登上校慶舞台，精采演出帶來極大衝擊。

## X 時期（1982年－1992年）
1982年的夏天，「NOISE」解散，YOSHIKI和TOSHI再找了兩個朋友組成了「X」。。
1983年，「X」不但參加了YAMAHA主辦的音樂大賽，也參加了學校的校慶演出，「I'LL KILL YOU」的原型曲披露。其實在這時候，他們已經是整個館山市人盡皆知的樂團了，曾經有數千的觀眾觀賞演出，相當的受歡迎。雖然只是高中生，已經在自己的家鄉紅遍了大街小巷。為了進一步驗證自己的實力，他們開始積極踴躍的參加各種音樂比賽。
1984年好友TOSHI放棄念大學，想繼續唱搖滾。YOSHIKI也放棄武藏野音樂大學的入學通知，兩人決心發展樂團活動。『X』離開了家鄉館山，到了東京為音樂的夢想而努力。。一直以來在家鄉都是一帆風順的他們，卻在東京面臨了前所未有的挫折和艱難，因為來自全國各地夢想成為搖滾巨星的音樂人在東京比比皆是，有才華的藝人隨處可見，競爭相當激烈。
1985年2月，以Live House為據點，開始頻繁地在東京各個Live House中演出。之後「X」進入了團員不斷更換的不穩定階段，曾經有過樂團中只剩YOSHIKI和TOSHI的狀態。而且這時的他們是在邊緣地帶活動，人氣極低，可說是默默無名的樂團。
1985年4月，發行《ENDLESS DREAM》的DEMO TAPE。
1985年6月4日，發行《LIVE》的DEMO TAPE。
1985年6月15日，「X」發表了第一張自己製作的單曲《I'LL KILL YOU》。由「DADA Records」發行，預期的1000張全部賣完，給予了「X」極大的鼓舞。
1985年10月，澤田泰司（TAIJI）加入，擔任貝斯手的位置。
1985年11月，參與唱片合輯《HEAVY METAL FORCE》的錄音，演唱了《Break the Darkness》。隨後，在「目黑鹿鳴館」舉行第一次真正的one band LIVE。
1985年12月，澤田泰司（TAIJI）一度因為在編曲上覺得自己不合適，而離開了「X」。
1986年2月，發行《X》的DEMO TAPE。
1986年4月，發表了第二張自製的單曲《オルガスム》，2500張也全部賣完。是由YOSHIKI向媽媽借錢自組的唱片公司「EXTASY RECORDS」發行的。
1986年4月10日，於橫濱7th AVENUE舉行「ORGASM 發行紀念GIG」。在這次LIVE後，YOSHIKI和HIDE首次正式交談。
1986年5月，首次的巡迴演出「ORGASM TOUR」開始，半年中分别在大阪、橫濱、東京等地進行了9場正式的LIVE。
在他們的努力下，這時「X」在地下樂界已經頗有名氣，已經同時有五家主流唱片公司想與「X」簽約。然而YOSHIKI堅持自己獨立製作。他說：『X在地下樂界中什麼也沒有留下，等我們留下什麼之後，再考慮進入主流也不遲。』
1986年11月，之前曾擔任貝斯手又離開的澤田泰司（TAIJI）回歸陣容。
1987年2~4月間，前「劍虎樂團」的團長松本秀人（HIDE）、經常來支援「X」吉他手位置的石塚智昭（PATA）陸續加入「X」，正式確立了團員陣容，樂團重新出發。但這時期的他們，除了強大的音樂信念之外什麼都沒有，五個人一邊打零工及依賴替人修車賺錢、一邊在LIVE HOUSE演出。
1987年8月，「X」自費製作了一卷名為《XCLAMATION》的錄影帶，在LIVE免費送給觀眾。由於當時「X」沒有屬於任何的唱片公司或事務所，所以拍攝影帶的全部費用都必須由成員支付，為此他們甚至變賣家具，但這樣的宣傳手法也獲得了空前的成功：有更多樂迷認識了他們。
雖然他們很受樂迷歡迎，然而音樂界的評價卻十分嚴厲。有媒體嘲笑他們為『沒出息的化妝樂團』、『日本三大垃圾樂團之一』。即使不被外界所接受，他們仍然非常努力，只為了一個共同的信念：『無論如何，也要華麗地搞搖滾』。
1987年7月18日，在「目黑鹿鳴館」舉辦演唱會，觀眾超過300人。
1987年7月25日，在「目黑livestation」舉辦ONE-MAN GIG演唱會，觀眾超過300人。
1987年8月7日，在大阪舉行演唱會，觀眾超過500人。
1987年11月29日－12月底，在大阪、東京、神戶、豐橋、京都5地演出了5場LIVE。
1987年12月26日，「X」秘密地參加「CBS/SONY」的新人選拔大會，在沒有任何的聲援歌迷捧場下，獲得"值得栽培獎"，而原先不認識「X」的觀眾席竟發出了歡聲雷動，令團員們大吃一驚。
受到極大鼓舞的「X」開始自主製作專輯《VANISHING VISION》，那時TAIJI就堅信著，這張專輯發表的3個月起，『這個樂團就能揚名了，並且終於能從嚴酷的恣意批評中解脫出來。』
雖然在專輯發售之前已經有很多家專業唱片公司敲門洽談關於主流的事情，甚至有些還說會幫忙製作，不過意志堅定的他們並沒有受到動搖。為了『要讓評論家回頭看』，讓其他人看到靠自己能做到甚麼程度，他們堅決自己製作，由籌備完成到宣傳事宜上，均由他們一手包辦。
1988年1月15日，「X」參加ishibashi橫濱樂器行的開幕會，在簽名會中集結了500多名歌迷，場面失控。
1988年4月14日，第一張獨立專輯《VANISHING VISION》由YOSHIKI所創的獨立廠牌"EXTASY RECORD"發行。初回版一萬張在短短數天內全部售完，並且是日本獨立音樂史上首張打入主流音樂排行榜的作品，震驚了地下音樂界、乃至整個日本樂壇。在他們之前，地下樂團是絕不可能有這樣輝煌的成績的。他們獲得了「有著高音樂性的正統派重搖滾樂團」的評價。而這張自製專輯也奠定了「X」在日本重金屬搖滾樂界的基礎，在地下音樂的排行榜上長期居於銷售量排行榜前位，創地下樂團最暢銷的紀錄，銷售量至今有100多萬張。
1988年5月5日，於東京中野公會堂舉行『ONE MAN TOUR』，觀眾人數超過800人。
1988年6月1日，發行單曲《Kurenai ~ Original Japanese Version》。
1988年6月2日－7月26日，「VANISHING TOUR」展開。「X」從東京出發，總共在大阪、廣島、橫濱、大宮、名古屋、札幌等19地演出22場LIVE。在7月25日LIVE的安可曲後，YOSHIKI首次在舞台上因體力透支而昏倒。
YOSHIKI也決定要向主流市場進攻了。『要讓世界上更多的人聽我們的音樂』...他曾這樣說著。
1988年8月，與「CBS/SONY」（現在的SONYRECORD）簽約，成為了主流樂團。
1988年8月中，「X」開始錄製出道專輯《BLUE BLOOD》，錄音合計共300小時，錄製時間長達8個月。他們對音質的嚴謹和對錄音的嚴格要求，看起來完全不像一個新人樂團。
1989年1月6日，發售「澀谷公會堂」的預定門票，兩小時內售完。
1989年3月16日，「澀谷公會堂」舉行出道演唱會"Blue Blood Tour LIVE"，當天並限量贈送錄影帶《THANX 愛を込めて...》。
1989年4月21日，正式出道首張專輯《BLUE BLOOD》發賣，初登場ORICON第四位，一年內狂賣60萬張。這對日本當年歌謠曲風盛行、且搖滾樂團還沒有大受歡迎而且也不普遍的1989年，是一件讓所有人都跌破眼鏡的大事。
以當時來說，搖滾樂能賣得這麼好，是誰也沒想到的。「X」也替搖滾樂在日本的普及化邁出革命性的第一步。而當初曾批評他們是垃圾樂團的媒體，也紛紛改口稱讚「X」是日本音樂未來的希望。
1989年4月29、30日，在名古屋舉行"Rock Wave"演唱會。
1989年5月2日，於「目黑鹿鳴館」舉辦無敵BAND演唱會「EXTASY SUMMIT」。
1989年6月1日，首支錄影帶《BAKUHATSU SUNZEN（爆發寸前）GIG》發售。
1989年8月19日，在河口湖舉行"THE ROCK KIDS'89"演唱會。
1989年8月20日，在仙台舉行"Rock'nroll Olympic"演唱會。
1989年8月25日，「X」第一次登上MUSIC STATION，演唱《紅》。自此正式打響全國的知名度。
1989年8月28日，在大阪城HALL舉行演唱會，「大魔神五人組」（團員互換演奏位置）首次出現。
1989年9月1日，第一張單曲《紅》發售，初登場ORICON第五位。
1989年9月20日，開始第二次大規模的巡迴演唱會「ROSE & BLOOD TOUR」。
1989年10月20日，於MUSIC STATION演唱《紅》。
1989年11月23日，YOSHIKI在「澀谷公會堂」的表演中途昏倒，之後的演唱會行程全部延期。
1989年12月1日，新單曲《ENDLESS RAIN》發售，初登場ORICON第三位。並榮獲ORICON排行榜1989年度新人最佳唱片銷售量第一名。
1989年12月14日，獲得讀賣電視台「第22回 全日本有線大獎最佳新人獎」。
1989年12月31日，獲得ORICON年度單曲銷售新人部門第一名；第二支錄影帶《刺激～VISUAL SHOCK Vol. 2》發售。
今年是「X」在日本正式發跡出道之年，也開始締造傳奇的搖滾樂團紀錄。
1990年1月26日，於MUSIC STATION演唱《ENDLESS RAIN》。
1990年2月4日，於日本武道館舉行「ROSE & BLOOD TOUR」演唱會，在長達兩個月的休息之後，YOSHIKI回到舞台，表示：「再倒下去就是死掉的時候」。病剛好的他，打起鼓來卻比之前還要快速，令歌迷及媒體們瞠目結舌。這場「X」的復活演唱會，更加速了人氣提升。
1990年3月12日，第四回日本金唱片大賞"NEW ARTIST OF THE YEAR" 得獎。
1990年4月21日，第三張單曲《WEEK END》發售，初登場ORICON第二位。
1990年4月27日，於MUSIC STATION演唱《WEEK END》。
1990年5月7、9日，於日本武道館舉辦「ROSE & BLOOD TOUR FINAL」。
1990年5月17日，於大阪城HALL舉辦「ROSE & BLOOD TOUR FINAL」，巡迴演唱會歷時八個月後圓滿結束。
1990年5月25日，於MUSIC STATION演唱《UNFINISHED》。
1990年6月，停止所有活動，為第二張專輯作準備。
1990年9月1日，第三支錄影帶《CELEBRATION~ VISUAL SHOCK Vol. 2.5》發售。
1990年11月，吉他手HIDE向當時創刊、以介紹搖滾樂團為主的雜誌《SHOXX》，提出了「視覺系（Visual）」這個名詞，並沿用至今。雖然視覺系的樂團並沒有固定的曲風，但是在日本的樂壇中已經成為搖滾樂所使用的正式分類名詞。
1990年11月24日，全員赴美準備第二張專輯錄音工作。
1990年12月底，榮獲"日本有線音樂唱片大賞-優秀新人獎"。"X FILM GIGS～血と薔薇にまみれて～FINAL" 於東京灣NK HALL舉行無人的影像演唱會，雖然是本人不在的電影演唱會，在兩天中仍有超過一萬五千名的觀眾。
1991年3月12日，錄影帶《CELEBRATION~ VISUAL SHOCK Vol. 2.5》獲得了第五屆日本金唱片大賞的"音樂錄影帶大獎"。
1991年4月6日，於川崎CLUB CHITTA舉行"X FILM GIGS～血と薔薇にまみれて～FINAL" 。
1991年5月7日，於美國洛杉磯召開緊急記者招待會。
1991年6月5日，結束長達八個月的錄音工作，自美返日。在成田機場內聚集超過1萬2000名歌迷接機，成為一時佳話。
1991年6月7日，於MUSIC STATION演唱《SILENT JEALOUSY》。
1991年6月16日，開始販售五萬張東京巨蛋演唱會門票，短短兩個小時之內賣光。
1991年7月1日，第二張專輯《Jealousy》發售，初登場立即奪下ORICON榜冠軍，狂賣百萬張，這張專輯日後被稱為"日本搖滾史上的經典"。從這時開始鋼琴成為了「X」的主角之一，背景也常有交響樂團伴奏，製造出複雜的音樂層次效果。交響樂在他們往後的作品中也扮演著重要的角色。
1991年7月31日，歸國後第一場演唱會，參加仙台ONIKOUBA高原EVENT "JT SUPER SOUND '91"演唱會。
1991年8月2日，於MUSIC STATION演唱《SILENT JEALOUSY》。
1991年8月6日，於新潟產業中心展開 "Violence in Jealousy Tour～夢の中にだけ生きて～" 巡迴演唱會。
1991年8月21日，發行交響樂版本選集《Symphonic Blue Blood》。
1991年8月23日，在東京巨蛋初登場，擠進五萬五千多名樂迷。「X」的音樂里程碑又邁進一步。。
1991年9月6日，於MUSIC STATION演唱《SILENT JEALOUSY》。
1991年9月11日，第四張單曲《SILENT JEALOUSY》發售，初登場ORICON第三位。
1991年9月30日，第四支錄影帶《刺激2 夢の中にだけ生きて~ VISUAL SHOCK Vol. .3》發售。
1991年10月17日，於新宿的POWER STATION舉行演唱會"Xと仲間たち"。
1991年10月18日，於新宿的POWER STATION舉行演唱會"靜かなX"。
1991年10月19日，於新宿的POWER STATION舉行演唱會"變なX"。
1991年10月24日，在巡迴演唱最後一個地點橫濱體育館公演，YOSHIKI在演唱會中途倒下，迫使演唱會中斷。YOSHIKI被緊急送進了醫院，醫生診斷YOSHIKI患了「過勞性神經循環無力症及頸椎支障症候群」。
1991年10月25日，第五張單曲《STANDING SEX／JOKER》發售。
1991年10月29日，在武道館舉行的"EXTASY SUMMIT '91"中，YOSHIKI回到舞台。
1991年11月1日，於MUSIC STATION演唱《SAY ANYTHING》。
1991年11月4日，預定在原宿舉行YOSHIKI"JEALOUSYジャケット再現バフォーマンス"，因為聚集5000多名歌迷，現場失控而被遭警方終止活動。
1991年11月12日，13日，橫濱體育館補公演。
1991年11月17日，在澀谷Egg-man舉行無預警的LIVE HOUSE GIG。
1991年11月25日，召開"TOKYO DOME 3 DAYS～破滅に向かって ～"記者會（1992.01.05、06、07）；同時發表進軍海外的準備計劃。
1991年12月1日，第六張單曲《SAY ANYTHING》發售，初登場ORICON第三位，憑著這支抒情單曲，「X」的高音樂性獲得極高的評價。
1991年12月8日，在NHK HALL舉行與整個交響樂團在舞台上共同演出 "X with Orchestra"演唱會。
1991年12月20日，"Violence in Jealousy Tour FINAL"於日本武道館舉行無人影像巡迴演唱會的最終場。從8月開始的巡迴演唱會，在日本全國9個場地15場演唱會全部SOLD OUT，總動員人數突破了三十萬人。第二次安可時，全部歌迷出乎意外，原本放映用的超大布幕突然落下，主唱TOSHI一聲狂吼，五名團員在煙霧中親自登場演出。這就是「X」的作風：永遠無法預期他們會做出什麼事。
1991年12月21日，第五隻錄影帶《Say Anything X BALLAD COLLECTION~ VISUAL SHOCK Vol.3.5》發售。
1991年12月28日，於「The Best Ten Live」演唱《SAY ANYTHING》。
1991年12月31日在第42屆紅白歌唱大賽初登場，演奏《SILENT JEALOUSY》。他們是第一個在這個國民人氣節目中演出的硬式搖滾樂團，成為名留日本歌唱史的劃時代創舉、也代表著他們真的做到「要顛覆主流樂界」的目標。
「X」也成為一個名副其實代表日本搖滾的樂團，他們使社會大眾漸漸接納長期遭受保守人士攻擊、被視為反叛的、逃避的、負面的搖滾音樂。他們不可思議的將搖滾樂扭轉為正面且受歡迎的形象。
1992年1月5日、6日、7日，舉行"TOKYO DOME 3 DAYS～破滅に向かって ～"，為日本藝人史上第一次在東京巨蛋連續公演三天。三天演唱下來共有15萬人次的觀眾，證明了「X」在日本搖滾樂壇的至高地位無人能及。
1992年1月10日，於MUSIC STATION演唱《SAY ANYTHING》。
1992年1月11日，於MEGA ROCKSHOW演唱《SILENT JEALOUSY》。
1992年1月31日，MUSIC STATION播出由TOSHI宣讀的TAIJI的脫退聲明。擔任貝斯手的澤田泰司（Taiji）正式退出樂團，理由是音樂理念不同而退出，對外只說了「TAIJI和我們四人將會朝不同的目標前進」。「X」也進入活動休止的狀態。
1992年2月21日，第六支錄影帶《EXTASY SUMMIT '91 AT NIPPON BUDOKAN》發售。
1992年3月，第六回日本金唱片大獎-古典部門專輯得獎。
1992年7月30日，"YOSHIKI Talk Live"於日本武道館舉行，為配合寫真集發行的紀念活動，並且與管絃樂團合作演奏一首「X」的未發表曲《ART OF LIFE》。
1992年8月25日，於美國紐約洛克菲勒中心舉行記者會，宣佈新任貝斯手森江博（Heath）加入，並為進軍全世界而改團名為「X JAPAN」，同時也與MMG（現今的華納音樂）簽訂契約。
1992年8月26日，發行交響樂版本選集《Symphonic Silent Jealousy》。
1992年10月29日，"EXTASY SUMMIT 1992"於大阪城HALL舉行，新加入的HEATH初次拜會歌迷。
1992年10月31日，"EXTASY SUMMIT 1992"於日本武道館舉行。
1992年11月1日，第七支錄影帶《破滅に向かって~ VISUAL SHOCK Vol. 4》發售，初登場第一位。
1992年11月21日，發行管絃樂版本選集《Orchestra Selection ~Blue Blood & Jealousy~》。
1992年12月31日，在第43屆紅白歌唱大賽登場演奏《紅》。另外，YOSHIKI除了替這年紅白的主題曲《Tears ～沾濕大地～》作詞作曲之外，節目中也有由他彈奏會場NHK HALL的管風琴，全部出場藝人隨之大合唱這樣的畫面，從歌唱界的大老級演歌歌手到超人氣的偶像，紅白戰所有的藝人全都站在舞台上唱著《TEARS》的光景，「X JAPAN」成為了紅白的壓軸藝人。。

## X Japan 時期（1993年－1997年）
1993年5月10日，第八支錄影帶《みんな無名だった，だけど...無敵だったEXTASY SUMMIT 1992》發售。
1993年6月1日，無人影像LIVE"X FILM GIGS LAWSON SPECIAL VISUAL SHOCK攻擊再開"開始，門票有約六十萬張驚人數字的應募。
1993年8月25日，迷你專輯《ART OF LIFE》發售，初登場ORICON第一位。為了這首近30分鐘的鉅作，曾數次延長錄音期限。YOSHIKI還為此與華納鬧翻，不惜賣掉自己的法拉利換取錄音經費。這麼長的曲子，不但在日本流行與搖滾樂壇都前所未見，在歐美國家也是非常罕見的例子。它獨特的演奏曲風被視為是日本特有的。甚至為了討論這首歌，出了一本以上的專書訪問。
1993年10月14日，"新型エックス第1彈日本直擊カウントダウン X JAPAN RETURNS"記者會召開，發表年底將在東京巨蛋舉行跨年倒數計時演唱會一事。
1993年10月15日，於MUSIC STATION演唱《Tears》、《紅》。
1993年11月10日，第七張單曲《Tears》發售，初登場ORICON第二位。同時這是「X JAPAN」最暢銷的單曲。
1993年11月21日，精選專輯《X Singles》發售。
1993年12月21日，以救濟AIDS病患為目的，發表以「X JAPAN」為品牌的保險套。在發表記者會中，YOSHIKI和TOSHI兩人認真嚴肅的表達了對愛滋關懷的想法。這使得在那之前一直對他們持有偏見的知識份子也驚訝的發出了讚許之聲。
1993年12月24日，於MUSIC STATION演唱《Tears》、《X》。
1993年12月30日，舉辦連續兩天的萬人演唱會"新型エックス第1彈日本直擊カウントダウン X JAPAN RETURNS"，「X JAPAN」重返東京巨蛋的舞台。在這天的演唱會中途，豎起金髮的TOSHI戲劇性地在一串槍響中倒下。當他再次出場時，一頭長髮已經放了下來。這種表演方式有著「怒髮的TOSHI已死，在新生後改頭換面」的意思。從第二天的演唱會以後，TOSHI便不再將他的長髮豎起，他的造型也從這時起慢慢改變，臉上的妝慢慢地變淡，服飾也漸漸恢復正常。
有評論家說，在這一刻，原先的那個「X」也已經隨著怒髮TOSHI死去了。
1993年12月31日，在第44屆紅白歌唱大賽登場演奏《Tears》，隨後並前往東京巨蛋舉行跨年倒數演唱會。自1993年底開始，東京巨蛋的跨年演唱會成為「X JAPAN」的慣例活動，同時「X JAPAN」也是日本演藝史上第一個在東京巨蛋舉辦跨年演唱會的先例。
1994年的上半年，「X JAPAN」減少了公開活動，取而代之的是團員們專心致力於單飛活動。
主唱TOSHI一改在「X JAPAN」中以高音域和速度感的表現，唱起抒情與環保音樂。吉他手HIDE多樣化的曲風，在所有團員的個人專輯中獲得最熱烈的支持，第一張單曲《EYES LOVE YOU》的音樂錄影帶，也獲得MTV台的肯定，奪得當年的音樂錄影帶大獎。另一位吉他手PATA則鍾情於美式硬搖滾，前後出版的兩張專輯也有不錯的評價。貝斯手Heath則是在電子樂方面有非常不錯的表現。他後來也為卡通「名偵探柯南」製作了歌曲並親自演唱--《迷宮のラヴァーズ》。
1994年5月20、21、22日，參加聯合國教科文組織主辦的奈良東大寺 "GME '94－21世紀への音樂遺產を目指して～AONIYOSHI"，而YOSHIKI也與ROGER TAYLOR合奏披露新曲《FOREIGN SAND》，由衛星轉播至全世界。
1994年7月10日，第8張單曲《Rusty Nail》發售，初登場ORICON第一位。
1994年7月16日，「X JAPAN」在原宿表參道上設置巨大的《Rusty Nail》廣告，引起話題。
1994年11月21日，舉行記者會，發表12月30、31日東京巨蛋公演，以及後樂園的"X JAPAN DAYS"開催。
1994年11月25日，於MUSIC STATION 演唱《Rusty Nail》。
1994年12月10～31日，後樂園"X JAPAN DAYS"活動開始，會場內設置了X JAPAN的博物館，展示團員的樂器、服飾等，也有VTR"X JAPANミュージアム"放映和寫真展。
1994年12月16日，於MUSIC STATION演唱《Longing ~跡切れたMelody~》。
1994年12月29日，YOSHIKI在巨蛋裡總彩排的時候跌落舞台，救護車緊急送往醫院，經診斷為右臂三頭肌斷裂的重傷。醫生吩咐要絕對地安靜休養，但當天夜裡，YOSHIKI又回到巨蛋繼續做彩排工作。這次的傷勢相當嚴重，後來足足影響了YOSHIKI長達半年之久。
1994年12月30日、31日，舉辦連續兩天的萬人演唱會"X JAPAN東京ドーム 2 DAYS  青い夜 白い夜"，YOSHIKI連續兩天都忍著劇痛負傷演出。所有入場者均贈送未發表單曲《Longing》的demo。演唱會結束後在MUSIC STATION演唱《Rusty Nail》。
1994年12月31日，演唱會結束後，參與第45屆紅白歌唱大賽，並演奏《Rusty Nail》。
1995年上半年，「X JAPAN」公開的活動更為減少了，事實上他們全體都前往美國，暗中進行著新專輯的錄製工作。不過這也和YOSHIKI本身的健康有關，他的身體已經不適合負擔太多激烈的舞台演出。
1995年1月1日，演唱會實況收音專輯《破滅に向かって (CD EDITON) 1992.1.7 TOKYO DOME LIVE》發售。同時錄影帶《X CLIPS》一並發售。
1995年1月27日，舉行記者會，宣佈成立「X JAPAN」的車隊"X JAPAN RACING TEAM"，將參加於3月18、19日鈴鹿的"1995年全日本F3000選手權第一戰"。而YOSHIKI於洛杉磯與日本電話連線，發表新專輯名稱為《DAHLIA》，同時也做了專輯即將發行的承諾。
下半年時，TOSHI率先剪了短髮，YOSHIKI和HIDE也相繼剪短了一頭長髮。
1995年8月1日，單曲《Longing ~跡切れたMelody~》發行，初登場ORICON第一位。
1995年8月6日，原宿表參道設置「X JAPAN」巨大的廣告看板《Longing ~跡切れたMelody~》。
1995年9月，由映畫界鬼才DAVID LINCH拍攝《LONGING～切望の夜》的音樂錄影帶。
1995年9月10日，於原宿アド · ボド發表"DAHLIA TOUR 1995-1996"（全國9個場地，15場公演）巡迴演唱會計畫。
1995年10月12日，於澀谷パルコ展開"傷つけ合った言葉も重ねた淚...X JAPAN寫真展"，為去年在後樂園的展示內容，應地方歌迷的要求而開始的全國巡迴。
1995年10月21日，由SEGA出品的遊戲軟體"Visual Shock 001"開始販售，這是一套將「X JAPAN」影像化的遊戲，其中更加入了團員本身以及演奏的畫面。高品質引起了許多玩家的高度關切。
1995年11月24日，於MUSIC STATION演唱《Longing ~跡切れたMelody~》。
1995年11月29日，以山形市綜合運動場為起點，"DAHLIA TOUR 1995-1996"全國巡迴演唱會開始。
1995年12月11日，特別單曲《LONGING～切望の夜～》發售，初登場ORICON第五位。
1995年12月24日，阪神大地震後援演唱會"KOBE RETURNS"於大阪城HALL展開，受災的中、小學分別獲贈X JAPAN的鋼琴。
1995年12月29日，於MUSIC STATION演唱《DAHLIA》。
1995年12月30、31日，於東京巨蛋舉辦連續兩天的萬人演唱會"DAHLIA TOUR 1995-1996"。
1996年2月9日，於MUSIC STATION演唱《DAHLIA》。
1996年2月26日，單曲《DAHLIA》發售，初登場ORICON第一位。
1996年3月13日，名古屋演唱會中途，正在打鼓的YOSHIKI突然感到劇痛，緊急送醫，診斷結果為"けい椎椎間板ヘルニア"（頸椎椎間盤突出）。醫生警告他：「如果不停止打鼓的話，就有終生癱瘓的危險。」因病情急速惡化，於是此後的演唱會全部取消。
1996年3月19日，全國洋畫系暑假上檔，由角川映畫公司製作的動畫電影"X"，其主題曲是「X JAPAN」的新歌《Forever Love》。
1996年3月21日，精選集《Best of X》限定版發行。
1996年7月7日，於原宿舉行《Forever Love》的發表紀念活動。
1996年7月8日，單曲《Forever Love》發售，初登場ORICON第一位。
1996年8月26日，單曲《CRUCIFY MY LOVE》發售，初登場ORICON第二位。
1996年10月，「X JAPAN」召開記者會發表12月30、31日將於東京巨蛋公演。
1996年10月4日，於MUSIC STATION演唱《Forever Love》。
1996年11月4日，專輯《DAHLIA》發售，初登場ORICON第一位。事實上，這次的專輯距離上一張完整專輯隔了五年又兩個月。對運作速度極快的日本樂界來說，在這麼漫長的一段時間中連一張完整的專輯也沒有，「X JAPAN」卻能在這段日子中一直屹立在日本搖滾樂團的頂點，並且維持著壓倒性的人氣，除了說它是奇蹟之外，大概沒有更適當的詞彙了。
1996年11月18日，單曲《SCARS》發售，初登場ORICON第十五位。
1996年12月16日，「X JAPAN」參與NHK主辦的"Aisa Live Super Concert Aisan Dream"，和韓國、中國等亞洲各國的當紅明星共同演出。
1996年12月21日，精選集《Best of X》通常盤發行。
1996年12月27日，於MUSIC STATION演唱《SCARS》。
1996年12月30、31日，於東京巨蛋舉辦連續兩天的萬人演唱會"DAHLIA TOUR FINAL"。經過9個月的等待，YOSHIKI終於重新登台，首度在脖子上戴了護頸，但絲毫不影響他高昂的情緒。YOSHIKI憑著超乎常人的意志力於短短數月中重新拾起鼓棒，許多歌迷既感動又心疼的淚流滿面。
1997年1月1日，錄影帶《DAHLIA THE VIDEO VISUAL SHOCK Vol.5 PART I》發售，初登場ORICON第一位。
1997年3月5日，錄影帶《DAHLIA THE VIDEO VISUAL SHOCK Vol.5 PART II》發售，初登場ORICON第三位。
1997年4月20日，主唱TOSHI走進位在洛杉矶的錄音室，向YOSHIKI提出退團的要求，離開了「X JAPAN」。
1997年6月，團員決定暫時解散「X JAPAN」，待2000年時重組。
1997年9月22日，下午一點召開記者會，「X JAPAN」宣佈解散。在當日的新聞發佈會上，YOSHIKI所公佈的解散原因是由於主唱TOSHI聲稱音樂性的差異而選擇退團，其中引人注意的是當事人TOSHI並沒有出席當日的發佈會。
1997年10月15日，演唱會實況收音專輯《LIVE LIVE LIVE TOKYO DOME 1993～1996》發售。
1997年10月29日，演唱會實況錄影帶《DAHLIA TOUR FINAL 1996》發售。
1997年11月，因為各方的壓力與歌迷的呼聲，在HIDE的提議下：『爲了給歌迷們一個交代』，「X JAPAN」決定年底舉行最後的告別演唱會。
1997年11月5日，演唱會實況收音專輯"LIVE LIVE LIVE EXTRA"發售。
1997年12月19日，單曲《Forever Love Last Mix》發售；情歌選集《BALLAD COLLECTION》發售。
1997年12月25日，單曲精選專輯《SINGLES～ATLANTIC YEARS～》發售；LP唱片《DAHLIA～ANALOGUE LP～》發售；精選專輯《Special Box》發售；精選專輯《Single Box》發售。
1997年12月26日，於MUSIC STATION演唱《紅》、《Forever Love》。
1997年12月31日，在東京巨蛋舉行"THE LAST LIVE ~最後の夜~"解散演唱會，創下巨蛋有史以來觀賞人數最多的紀錄，近十萬歌迷聚集在會場內外。終演後在第48屆紅白歌唱大賽中出場，演奏《Forever Love》。自此樂團正式解散。

## 解散時期（1998年－2006年）
1998年1月21日，演唱會實況收音專輯《LIVE IN HOKKAIDO 1995.12.4 BOOTLEG》發售。
1998年3月18日，單曲《THE LAST SONG》發售；演唱會實況收音專輯《ART OF LIFE LIVE》發售。
1998年5月2日清晨，吉他手HIDE被發現昏迷於東京西麻布自宅中，送醫不治，早上8點52分身亡。日本警方當時斷然以自殺結案，遭到熟識HIDE個性的眾親友和樂迷反彈。而HIDE的死因，始終還是個謎，但極可能是一場意外並非自殺。
因為TAIJI在個人的書上提到，吉他手因背吉他造成的肩膀、脖子酸痛，會以吊頸子的方式紓解，因喝了酒又吊頸導致不幸意外身亡的說法，較為全世界樂迷所接受，這也和HIDE積極的生命態度有關。
Billboard排行榜雜誌東京分公司負責人史蒂芬麥可庫魯曾說：「可以確定的事實是，Hide的死表示一個時代的終止。」同樣地，「X Japan」的解散也象徵視覺系搖滾時代的結束。
在HIDE逝世以後，「X Japan」原本計畫2000年重組的計畫也就此幻滅。
1998年5月7日，東京築地本願寺舉辦HIDE的告別式，雲集全國約5萬名的歌迷，送葬隊伍超過兩公里長。「X JAPAN」昔日成員出席並演奏《Forever Love》送HIDE最後一程。即使HIDE只是個在日本家喻戶曉的人物，但美國有線電視新聞網CNN及全世界各大電視頻道都相繼報導了HIDE的死訊及葬禮。
1998年5月25日，發行精選集《X Japan on Piano》。
1998年7月22日，發行紀念hide的單曲《Forever Love (puregold)》、《Scars (puregold)》。
1998年10月24日，發行精選集《Neomax Gold Disc Version》、《Gold Disc Monument》。
1998年11月15日，發行《FINAL LEGEND ~ X Japan The Last Live》演唱會寫真相冊。
1999年1月30日，X時期精選輯《STAR BOX~X》發行。
1999年2月24日，精選輯《PERFECT BEST》發行。
1999年5月1日，X昔日團員及日本眾樂團向hide的致敬專輯《A Tribute to Hide~hide Spirits》發行。
2000年7月5日，《X CLIPS》DVD發行。
2001年5月2日，精選集《「Rose&Blood」Indies of X》發行。
2001年5月30日，演唱會實況收音專輯《THE LAST LIVE ~最後の夜~》發行。
2001年7月11日，發行單曲《Forever Love Maxi Single》。
2001年9月5日，X時期精選輯《STAR BOX~X》再度發行；《BAKUHATSU SUNZEN（爆發寸前）GIG》DVD發行；《刺激～VISUAL SHOCK Vol. 2》DVD發行；《Celebration~ VISUAL SHOCK Vol. 2.5》DVD發行；《刺激2 夢の中にだけ生きて~ VISUAL SHOCK Vol. 3》DVD發行；《Say Anything X BALLAD COLLECTION~ VISUAL SHOCK Vol. 3.5》DVD發行；《破滅に向かって~ VISUAL SHOCK Vol. 4》DVD發行。
2001年10月24日，錄影帶《X Japan Clips II》DVD發行。
2001年12月19日，歌迷票選的精選集《X JAPAN BEST ~FAN'S SELECTION~》發行。
2002年1月13日~1月27日，「X JAPAN」的全國巡迴Tour「2002 FILM GIG」在日本各地展開。主要以播放1997年的THE LAST LIVE影像為主，再加上過去的珍貴影像和後台的花絮。TAIJI本人在26日的LIVE上露面，而PATA、Heath和YOSHIKI本人則在27日的LIVE上先後登台。
2002年3月29日，演唱會實況錄影《THE LAST LIVE VIDEO》發行。
2002年12月4日，混音專輯《Trance X》（混聲解術精選）發行；《DAHLIA THE VIDEO VISUAL SHOCK Vol.5 PART I、II》DVD發行；《DAHLIA TOUR FINAL 1996》DVD發行。
2002年12月7日，發行精選集《Complete Singles》。
2003年9月24日，現場實況錄影《Art of Life 1993.12.31 Tokyo Dome》DVD發行。
2005年10月1日，發行精選集《Complete II》。
在解散的10年間，樂團雖然完全停止活動，但此時期因為遇上網際網路的發達、以及歌迷的推廣，使得「X JAPAN」的音樂作品和團員間的故事不斷傳開。歌迷數量大幅度的暴增，並且不受國籍和語言的限制，不但在亞洲地區有如此現象，甚至是歐美地區亦然。

## 重組復活（2007年－2011年）
2007年2月10日，在經過十年之後，TOSHI在自己的官網上表示，有意願跟YOSHIKI重返樂界。
2007年2月24日，YOSHIKI在自己的部落格上證實了TOSHI發表的消息，但YOSHIKI仍在猶豫。
2007年3月21日，TOSHI在官網寫了他去洛杉磯找過YOSHIKI，兩人再次聯繫上，也公佈會以《Without You》重返樂界。
2007年6月2日，TOSHI在記者會中說，X JAPAN將於年底復出，計劃目前已經在進行中。
2007年6月5日，YOSHIKI親口證實「X JAPAN」會在今年復活，正積極醞釀復出。
2007年7月25日，演唱會實況錄影《青い夜 完全版》、《白い夜 完全版》DVD發行。
2007年10月17日，「X JAPAN」向媒體發布即日起正式復出的消息。成員為YOSHIKI【團長，兼任鼓手、鋼琴、製作人】、TOSHI【主唱】、PATA【吉他手】、Heath【貝斯手】。
2007年10月18日，「X JAPAN」在官網張貼公告，將以新曲《I.V.》作為電影「奪魂鋸4」的主題曲復出，並即將要公開拍攝新曲《I.V.》的音樂錄影帶。
2007年10月22日，於東京台場公開拍攝新曲《I.V.》的錄影帶，現場聚集了大約一萬多名熱情歌迷。
2008年1月20日，YOSHIKI在東京澀谷召開記者會，發表了復活演唱會的消息：「X JAPAN」將在東京巨蛋舉行演唱會。
2008年1月23日，「X JAPAN」的新曲《I.V.》向全球23個國家的iTunes發行，提供付費下載。
2008年2月24日，上午10時正式開始販賣復活演唱會門票，在短短幾秒內就瞬間售磬。
2008年2月29日，演唱會實況錄影《X JAPAN RETURNS 完全版 DVD》發行。
2008年3月19日，經過數位科技處理後的重發專輯《Blue Blood REMASTERED EDITION》、《Jealousy REMASTERED EDITION》再次限量發行，但這次沒有附贈卡拉OK版的CD。
2008年3月28~3月30日，於東京巨蛋連續舉辦為期三天的復活演唱會，名為「X JAPAN 攻擊再開 2008 」I.V. ～～，分別為破壞之夜、無謀之夜（追加公演）、創造之夜。
2008年4月3日，YOSHIKI召開緊急記者會，宣布將於7月5日在法國巴黎，以及9月13日在美國紐約展開世界性的巡迴演唱會。
2008年4月7日，團長YOSHIKI再度召開記者會宣布將於5月3日及5月4日舉辦已故團員HIDE的十周年紀念演唱會 hide memorial summit，有許多日本視覺系樂團共襄盛舉。
2008年5月4日，YOSHIKI在hide memorial summit紀念演唱會中，宣布世界巡迴將於台灣舉辦公演的消息，為亞洲地區第一個公布的巡迴地點，日期訂在8月2日，預計將動員三萬人，由滾石風雲唱片擔任台灣場主辦單位。
2008年5月27日，在台灣成立第一個海外官方網站。
2008年6月3日，在韓國成立第二個海外官方網站。
2008年6月17日，團員TOSHI、PATA、Heath於東京都內舉行正式記者會，宣布世界巡迴演唱會將延期的消息，原因是團長YOSHIKI因宿疾頸椎椎間盤突出、膝傷及腱鞘炎復發，在醫生的建議下在洛杉磯靜養，原訂7月5日在法國巴黎、8月2日在台北、9月13日在紐約的巡迴演唱會將延期舉行，不會中止，將擇期公布最新行程。

2008年6月20日，在台灣發行專輯"Blue Blood SPECIAL EDITION"、"Jealousy SPECIAL EDITION"
2008年7月4日，在法國成立第三個海外官方網站。
2008年7月10日，「X JAPAN」世界巡迴首場演唱會時間於各官網公佈：『11月22日在法國巴黎公演』。後來因營運會換了經紀公司而延期了。
2008年7月11日，在英國成立第四個海外官方網站。
2008年9月4日，在香港、泰國成立第五 及第六 個海外官方網站。
2008年9月5日，香港蘋果日報娛樂版報導X Japan現正申請在2009年1月17日在香港亞洲博覽館舉行演唱會，並將在9月17日到香港舉行記者招待會。文中更提及Yoshiki獲得醫生出國許可。
2008年9月16日，於台北101大樓前廣場舉行影像演唱會。團長YOSHIKI抵達台灣舉行101大樓點燈儀式。WE ARE X字樣高高亮起（直至9月28日）。YOSHIKI並宣佈台灣巡迴演唱會將在2009年2月14日西洋情人節於南港展覽館舉行。
2008年10月27日，在中國成立第七個海外官方網站。
2008年12月18日，X JAPAN世界巡演香港演唱會門票在上午十時起正式發售，於翌日（19日）下午售罄（官網及部份傳媒稱即日售罄並不準確）。
2008年12月31日，在日本東京的赤阪BLITZ舉辦"X JAPAN COUNTDOWN GIG　～～ CINEMA LIVE"跨年演唱會，並在13個電影院內同步轉播LIVE。
2009年1月9日，台灣官方網站公告宣布台灣公演再度延期，並未詳細交代原因，只表示因為諸多關係。
2009年1月16、17日，在香港展開X JAPAN WORLD TOUR LIVE IN HONG KONG，成為世界巡迴演唱會第一站。
2009年3月14日，宣布韓國公演延期，原因是由於HEATH欲脫離其經紀公司獨立導致衝突日益嚴重。
2009年3月24日，宣布台灣公演 X JAPAN WORLD TOUR Live in TAIPEI ～～（勢在必行之夜），5月30日於板橋體育場開唱，3月29日開放預購入場票。
2009年5月1日，日本官方網站發佈X JAPAN新團員決定的消息，LUNA SEA吉他手SUGIZO正式加入成為X JAPAN一員。同日，HEATH亦於官網上發表文章，表示將繼續留效X JAPAN，擾攘多時的第二度解散問題終告一段落。
2009年5月2日，於東京巨蛋舉行演唱會「X JAPAN WORLD TOUR Live in TOKYO ～攻撃続行中～」"～無敵な夜～"。
2009年5月3日，於東京巨蛋舉行演唱會「X JAPAN WORLD TOUR Live in TOKYO ～攻撃続行中～」"～18回目の夜～SPECIAL"。
2009年5月30日，於台灣的台北縣立板橋體育場舉行演唱會「X JAPAN WORLD TOUR Live in TAIPEI ～本当にやる夜～」。
2009年6月13日，YOSHIKI於北京召開樂迷見面會時宣布，因為10月1日中國要辦建國60周年紀念儀式，政府要使用鳥巢體育館，因此X JAPAN的北京公演只好延期。。
2009年7月27日，YOSHIKI7月後因左手麻痺喪失知覺，在美國加州比佛利山莊的錫安山醫學中心進行頸椎椎間孔擴大手術治療。手術順利完成。
2009年8月22日，「X JAPAN FILM GIG～鈴鹿の夜」TOSHI現身，手術後的YOSHIKI也坐直升機到現場。
2009年10月30日，TOSHI因嚴重肋間神經痛甚至無法發聲，宣布暫別歌壇調養。
2010年1月9、10日，全員於美國洛杉磯Hollywood柯達戲院頂樓搭建透明高空舞台，出動直昇機拍攝Endless Rain、Rusty Nail、I.V.、JADE的MV。。
2010年1月17日，TOSHI發表聲明，對妻子守谷香提出離婚調解，控訴HOME OF HEART集團斂財惡行，並脫離該集團製作人MASAYA。
2010年2月1日，YOSHIKI受邀出席第52屆葛萊美音樂獎，並擔任評審。
2010年2月24日，TOSHI於日本東京赤阪Blitz舉行「Last Concert『武士Japan』」"告別單飛"演唱會，X Japan全員分別登場，最後5人一起演出。
2010年3月11日，YOSHIKI因X JAPAN多場演唱會唱酬收入被吞，向東京地方法院控告「NEXSTAR Corporation」音樂製作公司。
2010年5月2日，日本東京築地本願寺舉行「hide逝世12周年追悼法會」，大約3萬5000名粉絲聚集現場。
2010年7月1日，於美國洛杉磯Club Nokia舉行「YOSHIKI FOUNDATION AMERICA」成立大會及fan party，發表新曲《Born To Be Free》，X JAPAN全員登台，共演奏了4次並拍攝MV。
2010年7月4日，YOSHIKI和ToshI前往法國巴黎參加「Japan Expo 2010」，並演奏《Forever Love》、《ROSE OF PAIN》、《I.V.》，最後首次用法文演唱《ENDLESS RAIN》。
2010年8月8日，於美國芝加哥GRAND PARK舉行的大型搖滾音樂節「LOLLAPALOOZA」中登台演出，同時在美國正式出道。
2010年8月14、15日，於日本橫濱日產體育場舉行「X JAPAN WORLD TOUR LIVE IN YOKOHAMA超強行突破 七転八起～世界に向かって～」巡迴演唱會首站，分別為"再會の夜"、"真夏の夜"。睽違18年半後，前任貝斯手TAIJI首次登場與X JAPAN同台演奏。
2010年9月25日，正式開啟北美巡迴站，歷經七場演唱會最後在10月10號結束。
2010年11月，與EMI簽下三年的唱片約。
2010年12月16日，宣布新曲Scarlet Love Song將成為預定於2011年5月28日上映的手塚治虫原作動畫電影手塚治蟲的佛陀傳－紅色沙漠啊！多麼美麗的電影主題曲。
2011年3月6日，在ASIA GIRLS EXPLOSION（簡稱AGE）首次演唱新曲《Scarlet Love Song》。
2011年3月11日，由於日本大地震取消了原本預定於15日在美國發行睽違13年的CD單曲《Jade》。
2011年5月27日，單曲《Scarlet Love Song》在mu-mo先行發售，但是在2009年引起的HIDE肖像權問題，導致YOSHIKI暫時無法再使用HIDE的肖像。這是首次X JAPAN的作品中「沒有HIDE」的單曲。
其實在2010年年初發行的《X JAPAN Showcase in L.A.》封面就已經沒有了HIDE，官方網站更新以後，HIDE也從官方網站內消失，官網也未提及任何有關HIDE的事。
2011年6月8日，單曲《Scarlet Love Song》於Itunes正式發售。iTunes Store排行榜第一名。
2011年6月28日，發表延期發售的單曲《Jade》，單曲封面是YOSHIKI親自拍攝。iTunes Store排行第一名。此曲自「超強行突破 七轉八起～迎向世界～」演唱會以後，取代《Rusty Nail》而成為主要的開場樂曲。
同日，X JAPAN開始了「X JAPAN WORLD TOUR Live 2011 Europe Tour」歐洲巡迴演唱會。6月28日在英國倫敦、7月1日法國巴黎、7月2日荷蘭烏特勒支、7月4日德國柏林，共四場演唱會。其中以法國巴黎場場地最大，容納了約一萬名觀眾。
2011年6月30日，X JAPAN全體團員在「Japan Expo 2011」登場，宣布於2011年10月、11月展開亞洲巡迴演唱會。其中決定以上海、北京、韓國、香港、台灣、泰國做為巡演的地點。這是繼去年的北美巡演、今年的歐洲巡演、以及9月將舉行的南美巡演之後，第四次進行大規模地區巡演，同時也是「X JAPAN WORLD TOUR Live」的一環。
2011年7月15日，前貝斯手TAIJI傳出在塞班島企圖自殺未遂的消息，在這數日前，他在一班飛往塞班島的班機上涉嫌鬧事，違反航空法而被塞班當地的警察逮捕。在拘留的過程中企圖用床單上吊自殺，後來緊急送往塞班島當地的醫院緊急治療。
2011年7月17日，TAIJI在深夜0時宣告死亡。緊急治療中的TAIJI必須靠呼吸器維持生命，並且在7月16日呈現腦死狀態。在家屬同意拔管之下，結束了TAIJI45年的生命。但奇怪的是，明明已經腦死的他，居然可以用手機發簡訊，對外宣稱他已經沒事的消息，部落格中也沒有顯示任何異狀。後來雖證實2011年5月後部落格內容並非TAIJI本人撰寫，但此次事件疑點重重，甚至不排除他殺的可能。
2011年7月23日中午12時，開始販售台灣演唱會的入場票。此次演唱會預計在台北世界貿易中心南港展覽館舉行，將場地移至室內，預計將可容納15000名觀眾，主辦單位是BBH布洛克兄弟。
2011年8月13、14日，在大阪、千葉兩地參加「SUMMER SONIC 2011」，許多知名藝人或團體如木村KAELA、嗆辣紅椒都有出場。在演唱《X》一曲時，舞台上的螢幕出現「In memory of HIDE」和「In memory of TAIJI」，紀念兩位已故的團員，並且由YOSHIKI帶領現場所有觀眾為日本大地震罹難的人們默哀。這也是X JAPAN相隔24年，再次在他們的出身地－千葉舉行演唱會。
2011年8月27日，在東京秘密參加「a-nation 2011」。雖然是以秘密來賓身分登場，卻也演唱了將近一小時。同時宣布將發行《THE LAST LIVE完全版》、《DAHLIA TOUR FINAL完全版》的DVD。

## 新專輯以及世界巡迴（2012年－現在）
2013年5月21日，團長YOSHIKI在個人facebook宣佈正計劃第二次世界巡迴演唱會。
2014年6月17日，樂團發布了重新處理過的精選輯，另外宣布10月11日在麥迪遜廣場花園演出。
2014年9月30日-10月1日，X Japan在日本橫滨體育館舉行演唱會，是次演唱會為麥迪遜廣場花園演唱會的前奏。
2014年10月11日，X Japan在麥迪遜廣場花園舉行演唱會，觀眾人數約有15,000人之多，成為該場地歷來最多觀眾入場觀看的亞洲樂隊演唱會，這次演唱會部份香港和台灣戲院同步直播。而是次演唱會亦將是樂團紀錄片的重要拍攝場景，紀錄片名為《We Are X》，並確定於2016年1月23日首映。
2015年7月6日，團長yoshiki宣布新專輯將於2016年3月11日推出，距離上一張專輯Dahlia隔了整整二十年。
2015年11月6日，<<BORN TO BE FREE>>於全球iTunes發行。
2015年12月1日，X Japan再次舉行日本巡迴演唱會，自DAHLIA TOUR 1995-1996暌違20年的日本巡迴演唱會，於橫濱揭開序幕，緊隨其後有大阪、福岡、廣島、名古屋。門票旋即售罄，有關方面隨即安排一場特別為石巻市地震生環者舉行的慈善演唱會，於11月28日舉行，亦會在橫濱，名古屋加場。其最終場次的名古屋演唱會，日本、香港、台灣部份戲院同步直播。是次日本巡迴演唱會是明年3月12日倫敦Webley演唱會的前奏。
2016年1月23日，紀錄片《We Are X》在第三十一屆美國聖丹斯電影節（Sundance Film Festival，又名日舞影展）上首映，並「世界紀錄片（World Cinema Documentary）」一項選為候選作品。而同一時間，Hollywood Reporter報道結他手Pata患上血栓症，但後來該新聞被刪除。其後，Yoshiki證實PATA日前因血栓入院。
2016年2月3日，樂團宣佈短期暫停活動，樂團事務所表示PATA因大腸憩室症及血栓症而入院，目前仍需接受點滴補充營養，不過現在已逐步康復。原定於今年3月12日在英國倫敦舉行的公演「X DAY」將會延期至明年3月4日舉行，同樣原定於今年3月發售的新專輯亦告延期推出，暫未落實發行日期。

## 引用
1. 1 2 3 4 5 6 7 8 9 10 11 12 13 14 15 16  X JAPAN歷年大事表：http://www.wretch.cc/blog/cygnusx523/16655807 （页面存档备份，存于）
2. 1 2  X的出道經過：http://blog.roodo.com/yxl/archives/6075371.html （页面存档备份，存于）
3. 1 2 3 4 5 6 7 8 9  X JAPAN台灣官網《樂團歷史》：.   [2010-07-22]. （原始内容存档于2009-02-02）.
4. ↑  《ROSE & BLOOD TOUR》延期通知
：http://www.wretch.cc/blog/cygnusx523/16646666
5. ↑  命運多舛的JEALOUSY完整版：http://blog.roodo.com/yxl/archives/6060025.html （页面存档备份，存于）
6. ↑  L.A緊急記者會見採訪內容：http://www.wretch.cc/blog/cygnusx523/16646905
7. ↑  東京巨蛋3DAYS緊急發布記者會：http://www.wretch.cc/blog/cygnusx523/16849730
8. ↑  TAIJI離團公告：http://www.wretch.cc/blog/cygnusx523/9701733
9. 1 2  HIDE過世時的日本、香港、台灣新聞：http://www.wretch.cc/blog/cygnusx523/7131496
10. ↑  HIDE的死，是自殺還是意外?：http://www.wretch.cc/blog/cygnusx523/9249609 （页面存档备份，存于）
11. ↑  2006.7.6在法國巴黎舉辦X JAPAN歌迷直排輪遊行：.   [2010-07-22]. （原始内容存档于2010-04-21）.?
12. 1 2 3  X JAPAN復出的消息發展整理：http://www.wretch.cc/blog/cygnusx523/16853234
13. ↑  TOSHI 2007年3月21日留言 【超越千言萬語的一首歌】：http://www.wretch.cc/blog/cygnusx523/11598731 （页面存档备份，存于）
14. ↑  X JAPAN今年復活 團長YOSHIKI親口證實：http://tw.news.yahoo.com/article/url/d/a/070604/35/fbi3.html%5B%5D
15. ↑  X JAPAN 10・17 再始動！：http://www.xjapan.ne.jp/new_c/index.html （页面存档备份，存于）
16. ↑  日傳奇搖滾團「X JAPAN」復出 大手筆拍MV：http://tw.news.yahoo.com/article/url/d/a/071018/35/mlrj.html%5B%5D
17. ↑  萬人擁護X JAPAN 擠爆台場：http://news.sina.com.tw/ents/mingpao/cn/2007-10-24/045012737939.shtml （页面存档备份，存于）
18. ↑  YOSHIKI、復活ライブは「危ないコンサートにしたい」と早くも戦闘態勢：http://contents.oricon.co.jp/news/music/51268/full/ （页面存档备份，存于）
19. ↑  X JAPAN復活演唱會 15萬張門票被秒殺：http://tw.news.yahoo.com/article/url/d/a/080225/35/u58s.html%5B%5D
20. ↑  「X JAPAN」8月來台開唱 YOSHIKI為東京巨蛋演唱會滴酒不沾：.   [2010-07-22]. （原始内容存档于2008-12-04）.
21. ↑  X JAPAN緊急会見でNY公演＆ベスト盤制作を発表：http://natalie.mu/news/show/id/6390 （页面存档备份，存于）
22. ↑  hide memorial summit 開催決定！：http://www.xjapan.ne.jp/info/info13.html （页面存档备份，存于）
23. ↑  Hide Memorial Summit-台灣公演決定：http://www.youtube.com/watch?v=_eGwOGu2-Jw （页面存档备份，存于）
24. ↑  X JAPAN台灣演唱會主辦單位揭曉！是滾石風雲唱片！：http://www.wretch.cc/blog/gutsjpop&article_id=7204301
25. ↑  X JAPAN 台灣官方網站成立！重大發表！：http://www.wretch.cc/blog/gutsjpop/7220388 （页面存档备份，存于）
26. ↑  X JAPAN韓國官方網站：http://www.xjapan.kr （页面存档备份，存于）
27. ↑  官方網站中文版公告：http://www.xjapan.ne.jp/info/taipai.html （页面存档备份，存于）
28. ↑  X JAPAN法國官方網站：http://www.xjapan-france.com/ （页面存档备份，存于）
29. ↑  X JAPAN英國官方網站：.   [2010-07-22]. （原始内容存档于2008-07-07）.
30. ↑  X JAPAN香港官方網站：http://www.xjapan.com.hk/ （页面存档备份，存于）
31. ↑  X JAPAN泰國官方網站：http://www.xjapan.in.th/ （页面存档备份，存于）
32. ↑  YOSHIKI點亮101大樓「WE ARE X」 2千樂迷塞爆信義區：http://tw.news.yahoo.com/article/url/d/a/080916/35/16173.html%5B%5D
33. ↑  X JAPAN中國官方網站：http://www.xjapan-china.com/ （页面存档备份，存于）
34. ↑  X JAPAN COUNTDOWN GIG ～初心に帰って～相關重要公告：.   [2010-07-22]. （原始内容存档于2009-09-12）.
35. ↑  X JAPAN 2月14日台灣演唱會宣佈延期：http://tw.news.yahoo.com/article/url/d/a/090109/35/1cp7u.html%5B%5D
36. ↑  X JAPAN在香港引起了“事件”：http://www.barks.jp/news/?id=1000046380 （页面存档备份，存于）
37. ↑  X JAPAN台灣開唱勢在必行 與樂迷相約5月30日：http://tw.news.yahoo.com/article/url/d/a/090324/35/1glni.html%5B%5D
38. ↑  X JAPAN再出發 世界巡演開唱：http://udn.com/NEWS/ENTERTAINMENT/ENT5/4886119.shtml （页面存档备份，存于）
39. ↑  X JAPAN暴走演出3小時 2萬樂迷齊跳X JUMP超壯觀：http://tw.news.yahoo.com/article/url/d/a/090530/35/1ke07.html%5B%5D
40. ↑  鳥巢不能使用，X JAPAN北京公演延期：.   [2010-07-22]. （原始内容存档于2009-09-18）.
41. ↑  X Japan in California 2010：http://jrocknation.com/ （页面存档备份，存于）
42. ↑  １３年ぶり！Ｘ　ＪＡＰＡＮシングル発売：
.   [2011-01-28]. （原始内容存档于2011-09-05）.
43. ↑  Ｘ　ＪＡＰＡＮがサマソニ出演　ＴＡＩＪＩさん追悼：http://www.sponichi.co.jp/entertainment/news/2011/08/15/kiji/K20110815001417000.html （页面存档备份，存于）
44. ↑  X JAPAN、＜a-nation＞に電撃出演、DVD発売も明らかに：http://headlines.yahoo.co.jp/hl?a=20110827-00000754-bark-musi%5B%5D